# Morrisův červ
Morrisův červ (anglicky Morris worm, někdy označovaný také jako Internet worm) byl jeden z prvních počítačových červů, který ke svému šíření využíval celosvětové sítě internet (obecně je mu připisováno absolutní prvenství). Jednalo se o první počítačovou hrozbu, která přitáhla značný zájem médií. Byl vytvořen tehdy 23letým studentem Cornellovy univerzity Robertem Tappanem Morrisem. K jeho vypuštění došlo 2. listopadu 1988 za využití počítače institutu MIT a červ nakazil asi 10 % tehdy aktivních počítačů v internetu. Autor byl prvním člověkem obviněným v USA z porušení zákona Computer Fraud and Abuse Act z roku 1986, týkajícího se zneužívání výpočetní techniky a s ní spojené podvodné činnosti.

## Architektura
Podle slov autora nebyl červ vytvořen pro destruktivní účely, ale jako nástroj pro změření počtu počítačů připojených k internetu. Nicméně důvodem pro vypuštění červa z institutu MIT bylo právě zamaskování faktu, že jeho autor pochází z Cornellu. (Shodou okolností zastává Robert Morris v současné době v institutu MIT post profesora.) Program zneužíval známé zranitelnosti programu Unix Sendmail, protokolu Finger, RSH/RExec a užívání slabých hesel. Kód byl však navržen chybně, neboť jako bezpečnostní pojistku obsahoval funkci, která způsobila, že jeden počítač mohl být nakažen červem hned několikrát, přičemž při každé další infikaci docházelo ke zpomalování počítače, někdy až na hranici nepoužitelnosti. Primárně byl program určen k nakažení pouze počítačů typu DEC VAX s operačním systémem BSD 4/ Sun 3.

### Chyba architektury
Součástí, která z původně neškodného díla vytvořila velmi reálnou hrozbu, byl mechanismus šíření. Ten před nakažením počítače ověřoval, zda již nebyl infikován, dotazem na počítač. Proti takovému mechanismu šíření však existovala jednoduchá obrana: vytvořit skript, který při každém takovém dotazu zašle kladnou odpověď. Proto byl program navržen tak, aby počítač infikoval s pravděpodobností 1:7 i přesto, že obdržel kladnou odpověď. Tento postup způsobil nadbytečné rozšíření – červ se šířil velmi rychle, některé počítače však infikoval vícekrát.

## Následky

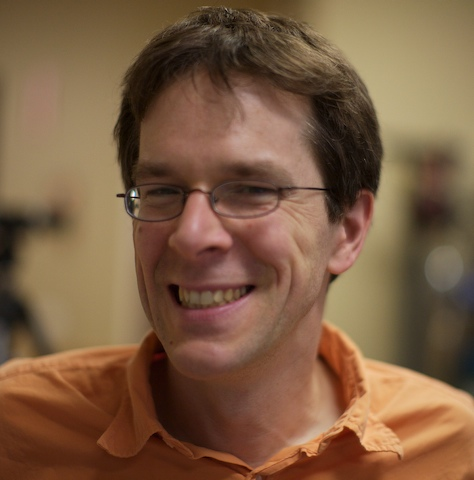
Robert Tappan Morris

Obvykle se uvádí, že červem Morris bylo infikováno asi 6 000 počítačů založených na Unixu. Paul Graham se k této statistice vyjádřil následovně: „Byl jsem přítomen vzniku této statistiky, postup byl asi takový: odhadovalo se, že v té době bylo k internetu připojených asi 60 000 počítačů, přičemž infikovaných mohlo být asi deset procent.“ Robert T. Morris byl obviněn a následně usvědčen z porušení zákona Computer Fraud and Abuse Act. Po odvolání byl odsouzen k tříletému podmíněnému trestu, 400 hodin veřejně prospěšných prací a pokutě ve výši 10 000 amerických dolarů.